# В плен
„В плен“ (на английски: Captive) е американска криминална драма и трилър от 2015 година на режисьора Джери Джеймсън, по сценарий на Браян Бърд и Рейнхард Денке, базиран е на документалната книга „Unlikely Angel“ от Ашли Смит. Във филма участват Дейвид Ойелово, Кейт Мара, Леонор Варела, Джесика Ойелово, Мими Роджърс и Майкъл К. Уилямс. Премиерата на филма е в САЩ на 18 септември 2015 г. от „Парамаунт Пикчърс“.